# Représentation étudiante dans les Œuvres universitaires
En France, les étudiants sont représentés dans les conseils d'administration des Œuvres universitaires. Dans chaque académie, il existe un Centre régional des œuvres universitaires et scolaires (Crous) dont le conseil d'administration compte 7 élus étudiants. Le conseil d'administration du Centre national des œuvres universitaires et scolaires (Cnous) compte lui 8 élus étudiants.
Le scrutin pour élire ces représentants a lieu tous les deux ans ; les élections dans les différents Crous sont regroupées en une ou deux semaines et les élections pour le Cnous ont lieu quelques semaines après. Ces élections sont souvent considérées comme l'équivalent chez les organisations de représentation étudiantes des élections prud'hommales, l'ensemble des étudiants étant invité à se prononcer en même temps.

## Mode de scrutin
Les élections ont lieu au scrutin proportionnel de liste à la plus forte moyenne : dans chaque Crous, les étudiants peuvent voter pour une liste comportant deux fois plus de noms que de sièges à pourvoir, soit 14.
Les élections au conseil d'administration du Cnous ont lieu au scrutin indirect, selon la même méthode et par correspondance. Sont électeurs l'ensemble des élus étudiants des différents Crous.

## Historique des élus étudiants au Cnous
| Année                                | Année                                                                       | Année                                                                       | Année                   | 1989 | 1991 | 1994 | 1996 | 1998 | 2000 | 2002 | 2004 | 2006 | 2008 | 2010 | 2012 | 2015 | 2017 | 2019 | 2022 | 2024 |
| ------------------------------------ | --------------------------------------------------------------------------- | --------------------------------------------------------------------------- | ----------------------- | ---- | ---- | ---- | ---- | ---- | ---- | ---- | ---- | ---- | ---- | ---- | ---- | ---- | ---- | ---- | ---- | ---- |
| Listes syndicales et/ou de gauche    |                                                                             |                                                                             |                         |      |      |      |      |      |      |      |      |      |      |      |      |      |      |      |      |      |
|                                      |                                                                             | UNEF-ID                                                                     | UNEF (à partir de 2002) | 3    | 2    | 2    | 3    | 4    | 5    | 4    | 5    | 2    | 4    | 4    | 4    | 4    | 3    | 3    | 3    | 2    |
|                                      | UNEF-SE                                                                     | 1                                                                           | UNEF (à partir de 2002) | 2    | 2    | 1    | 1    | 0    |      | 4    | 5    | 2    | 4    | 4    | 4    | 4    | 3    | 3    | 3    | 2    |
|                                      | Cé                                                                          | Cé                                                                          | -                       | -    | -    | -    | -    | -    | -    | -    | 0    | 0    | 0    | -    | -    | -    | -    | -    | -    |      |
|                                      | Union étudiante (Anciennement l'Alternative)· Solidaires étudiant-e-s · FSE | Union étudiante (Anciennement l'Alternative)· Solidaires étudiant-e-s · FSE | -                       | -    | -    | -    | -    | -    | -    | -    | -    | -    | -    | -    | -    | -    | -    | 2    | 3    |      |
| Listes corporatistes et associatives |                                                                             |                                                                             |                         |      |      |      |      |      |      |      |      |      |      |      |      |      |      |      |      |      |
|                                      |                                                                             | FAGE                                                                        | FAGE                    | 1    | 2    | 2    | 3    | 1    | 1    | 2    | 1    | 4    | 2    | 3    | 3    | 4    | 5    | 5    | 3    | 3    |
|                                      | PDE                                                                         | ANEE (depuis 2019)                                                          | -                       | -    | -    | -    | 1    | 1    | 1    | 1    | 1    | 1    | 1    | 1    | 0    | 0    | 0    | -    | -    |      |
| Listes de droite                     |                                                                             |                                                                             |                         |      |      |      |      |      |      |      |      |      |      |      |      |      |      |      |      |      |
|                                      |                                                                             | UNI / MéT                                                                   | UNI / MéT               | 2    | 2    | 2    | 1    | 1    | 2    | 2    | 1    | 1    | 1    | 0    | 0    | 0    | 0    | 0    | 0    | 0    |
|                                      | CELF                                                                        | CELF                                                                        | 1                       | 0    | -    | -    | -    | -    | -    | -    | -    | -    | -    | -    | -    | -    | -    | -    | -    |      |

## Élections de 2004

### Représentation étudiante dans les Crous
Élections aux Crous : 8,12 % de participation (+48 %). L'UNEF en tête avec 89 élus, selon les résultats officiels. Le taux de participation global aux élections des représentants étudiants aux conseils d'administration des CROUS s'élève à 8,12 %, contre 5,53 % en 2002. Ces élections se sont déroulées du 29 mars au 2 avril 2004. 172 791 étudiants ont voté, sur un total de 2,051 millions d'étudiants inscrits.
66 209 voix se sont portées sur les listes présentées par l'UNEF (39,28 %) qui obtient 89 élus (contre 78 en 2002). Les listes communes FAGE-PDE ont recueilli 20 614 voix (12,22 %) et 24 élus
Comme en 2002, les listes soutenues par la FAGE ont obtenu 3 981 voix (2,36 %) et 3 élus
(Contre 12 en 2002) et les listes soutenues par PDE 6 951 voix (4,12 %) et 6 élus (contre 4 en 2002). L’UNI recueille 17 717 voix (10,51 %) et 14 élus (contre 15 en 2002), les listes Étudiants musulmans de France (EMF) 7 512 voix (4,45 %) et 2 élus (contre 11 en 2002) et les listes
Divers 34 330 voix (20,36 %) et 44 élus (contre 52 en 2002).
La Confédération étudiante qui se présentait pour la première fois dans 7 académies obtient 3 111 voix (1,8 %) et 2 élus. Enfin, 8 128 voix se sont portées sur les listes SUD Étudiant (4,8 %) qui obtiennent 5 élus.

### Élus étudiants auCnousen 2004
|      | voix | élus | variation |
| ---- | ---- | ---- | --------- |
| UNEF | 87   | 5    | +1        |
| FAGE | 34   | 1    | -1        |
| UNI  | 33   | 1    | 0         |
| PDE  | 21   | 1    | 0         |

## Élections de 2006

### Représentation étudiante dans les Crous
La Fédération des associations générales étudiantes (Fage) remporte provisoirement 79 sièges sur les 182 sièges. De son côté, l'Unef, qui avait appelé au boycott du scrutin, a provisoirement chuté en passant de 89 à 36 sièges lors de ce scrutin. Cependant la plupart des élections dans les CROUS seront annulées par les tribunaux administratifs, de nouvelles élections furent organisées dans lesquels l'UNEF sort majoritaire.
L'Union nationale inter-universitaire (UNI) progresse elle aussi et passe de 14 à 24 sièges. Promotion et défense des étudiants (PDE) baisse un peu, passant de 19 à 17 sièges.
Une liste FEDER (regroupant l'Union des étudiants juifs de France, Ni putes ni soumises et SOS Racisme) n'obtient que 2 sièges. Étudiants musulmans de France (EMF) passe de 2 à 5. Nouveaux venus, Fac Verte (écologistes) obtient 7 sièges. SUD Étudiant passe de 2 à 1. Les listes diverses obtiennent 11 sièges.

### Élus étudiants au Cnous en 2006
Le mardi 30 mai 2006 s’est déroulé le dépouillement des élections au Centre national des œuvres universitaires et scolaires (CNOUS) renouvelant ainsi les 8 sièges du collège étudiant pour un mandat de deux ans.
|      | voix | élus | variation |
| ---- | ---- | ---- | --------- |
| UNEF | 42   | 2    | -3        |
| FAGE | 84   | 4    | +3        |
| UNI  | 33   | 1    | 0         |
| PDE  | 23   | 1    | 0         |

### Polémiques autour de ce scrutin
Corroborant les manifestations contre la proposition de loi du Contrat première embauche (CPE), les élections Crous de 2006 furent particulièrement mouvementées étant donné les grands déchirements et la forte mobilisation des organisations étudiantes lors du mouvement anti-CPE.
L'UNEF avait, dès le 7 février 2006, appelé au blocage de certaines facultés (surtout à Rennes II d'où est parti le mouvement). Le mouvement de blocage s'est généralisé jusqu'au moment des élections en mars 2006, ce qui rendait impossible l'ouverture de très nombreux bureaux de vote pour les élections Crous.
Le mouvement devenant massif, le blocage des universités mettait à mal les opportunités de l'UNEF pour les élections dans les sites qui lui sont favorables. En revanche, les autres listes candidates, notamment celles portées par la FAGE ou l'UNI gagnaient énormément dans cette situation, maintenant sur le terrain les bureaux de vote ouverts, en particulier dans leurs "fiefs".
Dans presque toutes les régions universitaires en France, des troubles ont eu lieu dans les bureaux de vote. L'UNEF a porté plainte dans de nombreuses académies pour faire annuler ces élections.
Réaction de l'UNEF : "On a assisté avec effarement et désolation à une parodie de démocratie : les élections se sont tenues alors que plus de 60 universités représentant plus de la moitié du corps électoral sont en grève"
Réaction de la FAGE: "Ce ne sont pas des élections ordinaires, mais ce sont de vraies élections et les élus sont légitimes. Ne pas y participer aurait signifié nier le jeu démocratique".
Réaction de l'UNI: "Nous condamnons l’hypocrisie de l’UNEF qui, au printemps dernier, avaient appelé au boycott des élections aux Crous et orchestré les blocages illégaux d’universités, avant de porter plainte devant les tribunaux administratifs sous prétexte que la participation avait chuté et que les conditions de vote n’étaient pas optimales. La faute à qui ! "
Les élections de 13 Crous (sur 28) ont été annulées (dans les académies de Paris, Versailles, Poitiers, Lyon, Nancy-Metz, Dijon, Toulouse, Aix-Marseille, Bordeaux, Nice-Toulon, Clermont, Montpellier et Rennes), et de nouvelles élections y ont été organisées. Le recours déposé au niveau national pour l'annulation des élections au Cnous a finalement été rejeté par le Tribunal Administratif de Paris le 7 juin 2007.
À l'issue de ces élections, l'UNEF a obtenu le plus de voix dans les différents Crous de France mais l'élection au Cnous n'ayant pas été refaite la FAGE y maintient sa majorité, ceci jusqu'aux élections de 2008. Deux organisations se réclamèrent donc comme première organisation représentative des étudiants : la FAGE selon les élections au Cnous, l'UNEF selon les élections au Crous et au CNESER.

## Élections de 2008

### Représentation étudiante dans les Crous
Élections aux Crous : 7,56 % de participation.
L'UNEF en tête avec 81 élus, selon les résultats officiels. Le taux de participation global aux élections des représentants étudiants aux conseils d'administration des Crous s'élève à 7,56 %, contre 6,27 % en 2006. Ces élections se sont déroulées du 25 mars au 10 avril 2008.
161.364 étudiants ont voté, sur un total de plus de 2 millions d'étudiants inscrits.
Les listes présentées par l'UNEF (38 % des voix) obtiennent 81 élus (contre 54 en 2006).
Les listes communes FAGE-PDE obtiennent 23 élus (contre 4 en 2006).
Les listes soutenues par la FAGE obtiennent 22 élus (contre 49 en 2006).
Les listes soutenues par PDE recueillent 6,9 % des voix et 12 élus (contre 3 en 2006).
Les listes UNI recueillent 12 % des voix et 13 élus (contre 22 en 2006).
Les listes SUD Étudiant et Fédération syndicale étudiante obtiennent 7 élus (contre 1 en 2006).
Les listes Fac verte obtiennent 6 élus (contre 6 élus en 2006).
Les listes Étudiants musulmans de France (EMF) obtiennent 1 élus (contre 5 en 2006).
les listes Divers obtiennent 31 élus (contre 31 en 2006).
La Confédération étudiante a choisi de faire l'impasse sur les élections aux Crous et ne s'est présentée que dans deux Crous (Dijon et la Réunion). Elle obtient 0 élus aux Crous.

### Élus étudiants auCnousen 2008
|      | voix | élus | variation |
| ---- | ---- | ---- | --------- |
| UNEF | 82   | 4    | +2        |
| FAGE | 38   | 2    | -2        |
| PDE  | 30   | 1    | 0         |
| UNI  | 22   | 1    | 0         |

## Élections de 2010
Comme en 2008, l’UNEF arrive première des élections des représentants étudiants aux Crous (du 22 au 30 mars) avec 67 sièges sur 196, en recul sur les 81 sièges de 2008, mais seule organisation présente dans toutes les académies de l'hexagone. Avec 40 sièges (contre 22 en 2008), la FAGE progresse nettement. Les listes parrainées par PDE, implantées en particulier dans les grandes écoles, disposeront de 15 sièges au lieu de 12. SUD Étudiant et la FSE enregistrent une légère baisse, avec 5 sièges au niveau national, au lieu de 7. Quant au nouveau syndicat étudiant « Mét », issu de l’UNI, il n'obtient que 6 sièges, contre 13 en 2008 et 22 en 2006. La Confédération étudiante, qui se présentait pour la première fois dans 21 Crous obtient quant à elle 5 sièges. La participation à ces élections reste très faible : 7,8 %, soit à peine plus qu’il y a deux ans. La palme du civisme revient aux étudiants des académies de Reims et de La Réunion, qui ont été 16 % à se déplacer. Un score à comparer avec celui des académies de Paris et Versailles, où à peine 4,5 % des inscrits ont voté.
Les résultats des élections au Cnous sont les suivants :
|      | voix | élus | variation              |
| ---- | ---- | ---- | ---------------------- |
| UNEF | 75   | 4    | 0                      |
| FAGE | 65   | 3    | +1                     |
| PDE  | 29   | 1    | 0                      |
| Mét  | 6    | 0    | -1 par rapport à l'UNI |

## Élections de 2012
|        | élus Crous | voix | élus | variation |
| ------ | ---------- | ---- | ---- | --------- |
| UNEF   | 79         | 80   | 4    | 0         |
| FAGE   | 57         | 65   | 3    | 0         |
| PDE    | 11         | 24   | 1    | 0         |
| Mét    | 15         | 15   | 0    | 0         |
| Autres | 34         |      |      |           |

Il y a 1 blanc, 1 nul et 11 abstentions.

## Élections de 2014
Les élections aux Crous ont mobilisé 200000 étudiants, soit un taux de participation de 8,5%. La FAGE est en forte progression.
La répartition des élus est la suivante :
|        | élus Crous | variation | voix | élus | variation |
| ------ | ---------- | --------- | ---- | ---- | --------- |
| UNEF   | 77         | -2        | 81   | 4    | 0         |
| FAGE   | 70         | +13       | 78   | 4    | +1        |
| UNI    | 15         | 0         | 9    | 0    | 0         |
| PDE    | 5          | -6        | 16   | 0    | -1        |
| Autres | 29         | -5        |      |      |           |

## Élections de 2016
Lors du scrutin de 2016, c’est la première fois que la FAGE devance largement l’UNEF. En 2014, l’UNEF et la FAGE étaient au coude-à-coude, après déjà une forte poussée de la FAGE.
En 2016, le taux de participation était de 7,51 %. La disparition d'élus Crous affiliés à PDE dans le comptage du Cnous s'explique par le fait que PDE souhaite que les élus Crous soient considérés comme des élus locaux uniquement.
Au total, la répartition des élus est la suivante :
|      | élus CROUS     | variation | voix | élus | variation |
| ---- | -------------- | --------- | ---- | ---- | --------- |
| FAGE | Entre 76 et 90 | +20       | 91   | 5    | +1        |
| UNEF | 66             | -11       | 67   | 3    | -1        |
| UNI  | 12             | -3        | 12   | 0    | 0         |
| PDE  | 0              | -5        | 17   | 0    | 0         |

## Élections de 2019
Dans ces élections, pour pouvoir les comparer aux années précédentes, il faut prendre en compte la fusion des CROUS de la région Bourgogne-Franche-Comté et des CROUS de la région Normandie qui, de fait, a réduit le nombre total d'élus étudiants.
Pour la première fois depuis le scrutin de 2010, Solidaires étudiant-e-s (fusion de SUD Étudiant et de la FSE) obtient des élus dans trois CROUS (Paris, Lille et Rennes) grâce à des alliances locales, mais n'est pas en mesure de présenter une liste.[réf. souhaitée]
Au total, la répartition des élus est la suivante :
|                      | élus CROUS | variation | voix | élus | variation |
| -------------------- | ---------- | --------- | ---- | ---- | --------- |
| FAGE                 | 83         | -7        | 85   | 5    | 0         |
| UNEF                 | 55         | -11       | 55   | 3    | 0         |
| UNI                  | 15         | +3        | 16   | 0    | 0         |
| Le choix indépendant | 0          | 0         | 9    | 0    | 0         |

En 2019, 2 des 3 élus CNOUS de l'UNEF quittent le syndicat pour fonder la Fédération syndicale étudiante.

## Élections de 2021

### Élections CROUS
Ces élections CROUS sont les premières qui se déroulent sur une plateforme en ligne. Il n'y a seulement que 4% de participation soit deux fois moins qu'en 2018. D'après certaines associations étudiantes, le vote en ligne complexifie les démarches de vote et fait baisser les chiffres de participation. De plus une proportion non négligeable d'étudiant n'étaient pas inscrits sur les listes électorales.[source insuffisante]
Pour la première fois, des listes du syndicat étudiant d'extrême-droite la Cocarde étudiante sont déposées dans certains CROUS (Paris et Lyon) mais n'obtiennent pas d'élus.
L'Alternative se présente pour la première fois aux élections des œuvres universitaires et obtient la troisième position et arrivant en tête dans un CROUS, et dans deux autres dans le cadre d'alliances électorales locales avec l'UNEF. Dans certains CROUS comme Toulouse, Lyon, Strasbourg ou Grenoble l'UNEF déposent des listes communes avec l'Alternative et parfois également avec FSE et Solidaires étudiant-e-s.
| Liste | Liste                                          | Sièges CROUS | variation              |
| ----- | ---------------------------------------------- | ------------ | ---------------------- |
|       | FAGE                                           | 68           | 17                     |
|       | UNEF                                           | 52           | 3                      |
|       | L'Alternative                                  | 22           | 22                     |
|       | FSE & Solidaires étudiant-e-s & assimilés      | 12           | Impossible de comparer |
|       | UNI                                            | 13           | 2                      |
|       | Listes associatives et indépendantes           | 9            | Impossible de comparer |
|       | Ghjventù Paolina (Syndicat Corse)              | 5            | 2                      |
|       | Consulta di a Ghjuventù Corsa (Syndicat Corse) | 2            | 1                      |
| Total | Total                                          | 182          |                        |

### Élections CNOUS
À la suite des élections CROUS, les 182 grands électeurs ont été amenés à voter pour leurs représentants étudiants au conseil d’administration du CNOUS.
| Liste | Liste                                         | Voix | %     | Sièges | Évolution     |
| --- | --------------------------------------------- | ---- | ----- | ------ | ------------- |
| | FAGE                                          | 71   | 40,34 | 3      | 2             |
| Agir pour le réseau des œuvres, un acteur durable et accessible, vecteur d’émancipation                                                      |                                               | 71   | 40,34 | 3      | 2             |
| | UNEF                                          | 55   | 31,25 | 3      | en stagnation |
| UNEF le syndicat étudiant, en bande organisée contre la précarité, pour une allocation d’autonomie et des Crous égalitaires et écologiques ! |                                               | 55   | 31,25 | 3      | en stagnation |
| | L'Alternative · Solidaires étudiant-e-s · FSE | 36   | 20,45 | 2      | Nv            |
| L’Union contre la précarité étudiante ! |                                               | 36   | 20,45 | 2      | Nv            |
| | UNI                                           | 14   | 7,95  | 0      | en stagnation |
| Uni et indépendant : Étudiez, on s’occupe du CNOUS !                                                                                         |                                               | 14   | 7,95  | 0      | en stagnation |
| Votes exprimés | Votes exprimés                                | 176  | 99,43 |        |               |
| Votes blancs | Votes blancs                                  | 1    | 0,57  |        |               |
| Votes nuls |                                               | 1    | 0,57  |        |               |
| Total | Total                                         | 177  | 100   | 8      |               |
| Abstention | Abstention                                    | 5    | 2,75  |        |               |
| Inscrits / participation | Inscrits / participation                      | 182  | 97,25 |        |               |

## Élections de 2024

### Élections CROUS
Les élections CROUS 2024 se déroulent du 6 au 8 février, le scrutin se fait à nouveau en ligne simultanément dans l'ensemble des CROUS. Le taux de participation atteint 8,77 %, soit le plus haut niveau de participation depuis plus de dix ans. En sièges, l'Union étudiante (Fusion de l'Alternative et d'une partie de l'UNEF), le syndicat nouvellement créé pendant le mouvement contre la Réforme des retraites en France en 2023 rattrape la FAGE, qui reste légèrement en tête en nombre de voix. En comptant les listes d'union l'UE revendique 63 élus, la FAGE 56 élus (Les listes indépendantes ne sont pas affiliées FAGE) et l'UNEF 38 élus.
|                          |                                                  |                                                |           |            |        |              |                        |
| Nuances                  | Nuances                                          | Nuances                                        | Voix      | % des voix | Sièges | % des sièges | +/- sièges             |
|                          |                                                  | FAGE                                           | 53426     | 27,3       | 56     | 30,8         | 12                     |
|                          |                                                  | Union étudiante                                | 50847     | 26         | 56     | 31,3         | 35                     |
|                          | Liste d'union de gauche (UE et autres sans UNEF) | 1208                                           | 1         | 26         |        | 31,3         | 35                     |
|                          | Union étudiante & Assimilés                      | 50847                                          | 57        | 26         |        | 31,3         | 35                     |
|                          |                                                  | UNEF                                           | 40529     | 22,1       | 33     | 19,8         | 16                     |
|                          | Liste d'union de gauche (UNEF et autres sans UE) | 2683                                           | 3         | 22,1       |        | 19,8         | 16                     |
|                          | UNEF & Assimilés                                 | 43212                                          | 36        | 22,1       |        | 19,8         | 16                     |
|                          |                                                  | UNI                                            | 20492     | 10,5       | 11     | 6            | 2                      |
|                          |                                                  | Liste d'union de gauche (UNEF & UE et autres)  | 7437      | 3,8        | 9      | 4,9          | Impossible de comparer |
|                          |                                                  | Cocarde étudiante                              | 5816      | 3          | 0      | 0            | en stagnation          |
|                          |                                                  | Solidaires étudiant-e-s                        | 5525      | 2,8        | 1      | 0,5          | Impossible de comparer |
|                          |                                                  | EMF                                            | 4148      | 2,1        | 1      | 0,5          | 1                      |
|                          |                                                  | Listes associatives et indépendantes           | 3168      | 1,6        | 4      | 2,2          | 5                      |
|                          |                                                  | Ghjventù Paolina (Syndicat Corse)              | 310       | 0,2        | 5      | 2,7          | en stagnation          |
|                          |                                                  | Consulta di a Ghjuventù Corsa (Syndicat Corse) | 112       | 0,1        | 2      | 1,1          | en stagnation          |
| Votes exprimés           | Votes exprimés                                   | Votes exprimés                                 | 195 701   | 97,97      |        |              |                        |
| Votes blancs             | Votes blancs                                     | Votes blancs                                   | 4 065     | 2,03       |        |              |                        |
| Votes nuls               |                                                  |                                                | 4 065     | 2,03       |        |              |                        |
| Total                    | Total                                            | Total                                          | 199 766   | 100        | 182    | 100          |                        |
| Abstention               | Abstention                                       | Abstention                                     | 2 077 008 | 91,2       |        |              |                        |
| Inscrits / participation | Inscrits / participation                         | Inscrits / participation                       | 2 276 774 | 8,7        |        |              |                        |

### Élections CNOUS
À la suite des élections CROUS, les 3 et 4 avril 2024, les 182 grands électeurs ont été amenés à voter en ligne pour leurs représentants étudiants au conseil d’administration du CNOUS.
| Liste | Liste                    | Voix | %     | Sièges | Évolution     |
| --- | ------------------------ | ---- | ----- | ------ | ------------- |
| | Union étudiante          | 66   | 38,15 | 3      | Nv            |
| Union étudiante contre la précarité et l’extrême droite !                                                                             |                          | 66   | 38,15 | 3      | Nv            |
| | FAGE                     | 60   | 34,58 | 3      | en stagnation |
| BOUGE TES CROUS : Pour un CROUS inclusif, écolo et émancipateur – La liste associative et indépendante                                |                          | 60   | 34,58 | 3      | en stagnation |
| | UNEF                     | 37   | 21,39 | 2      | 1             |
| Vote UNEF et assos : Face à Macron qui nous précarise : pour 1200€ par mois, le retour du repas à 1€ et des logements pour tou.te.s ! |                          | 37   | 21,39 | 2      | 1             |
| | UNI                      | 10   | 5,78  | 0      | en stagnation |
| UNI et indépendants : au service des étudiants                                                                                        |                          | 10   | 5,78  | 0      | en stagnation |
| Votes exprimés | Votes exprimés           | 173  | 98,85 |        |               |
| Votes blancs | Votes blancs             | 2    | 1,14  |        |               |
| Votes nuls |                          | 2    | 1,14  |        |               |
| Total | Total                    | 175  | 100   | 8      |               |
| Abstention | Abstention               | 7    | 3,66  |        |               |
| Inscrits / participation | Inscrits / participation | 182  | 96,33 |        |               |